# Dolichoderus lactarius
Dolichoderus lactarius är en myrart som först beskrevs av Smith 1860.  Dolichoderus lactarius ingår i släktet Dolichoderus och familjen myror. Inga underarter finns listade i Catalogue of Life.